# Queen of the South
Queen of the South (offiziell: Queen of the South Football Club) – auch genannt The Doonhamers – ist ein schottischer Fußballverein aus Dumfries, in Dumfries and Galloway gelegen. Der Klub spielt in der Scottish League One, der dritthöchsten schottischen Spielklasse. 2008/09 spielte der Verein erstmals im UEFA-Pokal mit.

## Vereinsgeschichte

### Die Anfänge
Auf einer öffentlichen Versammlung am 21. März 1919 wurde Queen of the South gegründet. Der Verein wurde aus drei anderen Vereinen zusammengeführt: Dem Dumfries FC, 5th Kings Own Scottish Borderers Football Team und einer Werksmannschaft des lokalen Autoherstellers Arrol-Johnston Car Company Ltd. Der Name Queen of the South kommt von einem schottischen Poeten (David Dunbar), welcher der Stadt Dumfries einst den Spitznamen Queen of the South gab. Als Heimspielstätte wurde der bereits existierende Palmerston Park ausgesucht. Das Wappen des Vereins ziert das Banner mit dem Spruch „A Lore Burne“, welches sich ebenfalls im Stadtwappen wiederfindet.
Nach drei Trainingsspielen fand am 16. August 1919 das erste offizielle Spiel des noch jungen Vereins statt.
Anfangs spielte man nur regional, bevor man 1923/24 der schottischen Liga beitreten durfte. Zuvor waren zwei Anträge abgelehnt worden. Man startete in der neu geschaffenen 3. Liga.
In der Saison 1931/32 konnten gleich zwei bis heute noch gültige Vereinsrekorde aufgestellt werden. Mittelstürmer Jimmy Rutherford gelangen in jener Saison 41 Tore für Queen. Zudem gelang mit einem 11:1 der höchste Sieg der Vereinsgeschichte, geschehen im schottischen Pokal gegen den FC Stranraer.
Zehn Jahre nachdem man der Liga beitrat war man 1933 in der höchsten Liga Schottlands angekommen.

### Erfolgreiche Zeiten
Gleich im ersten Spiel in der neuen Spielklasse traf man auf Celtic Glasgow und schlug sie so eindrucksvoll, dass selbst Celtic nicht umhinkam, in der Folgewoche in ihrem Stadionheft Queen of the South zu diesem Sieg zu gratulieren.
In insgesamt 18 Aufeinandertreffen gegen Celtic im Palmerston Park gewann man zehnmal und spielte dreimal unentschieden.
Der Sieg war nicht nur eine Momentaufnahme des Aufsteigers. Die ganze Saison wurde erfolgreich gestaltet, so dass man Ende der Saison mit Platz vier abschließen konnte. Bis heute konnte dieser Erfolg nie wiederholt werden. Bis 1959, mit einer Ausnahme, spielte man immer in Schottlands 1. Liga.
Zwischen 1938 und 1963 spielte man insgesamt 18-mal im schottischen Pokal, doch kam man nur zweimal über das Viertelfinale hinaus ins Halbfinale. Das erste Mal 1949/50, als man an den Glasgow Rangers scheiterte. Überschattet wurde der Erfolg allerdings durch den Abstieg in die 2. Liga. Dem direkten Wiederaufstieg 1950/51 folgte auch das Erreichen des schottischen Ligapokalhalbfinales.
Bis 1959 verblieb man noch in der 1. Liga, ehe 1962 der Wiederaufstieg gelingen konnte. Die Saison 1963/64 war die letzte Spielzeit von Queen of the South im schottischen Fußball-Oberhaus bis heute. 1960/61 erreichten die Doonhamers nochmals das Halbfinale des Ligapokals.

### Die Harkness-Ära

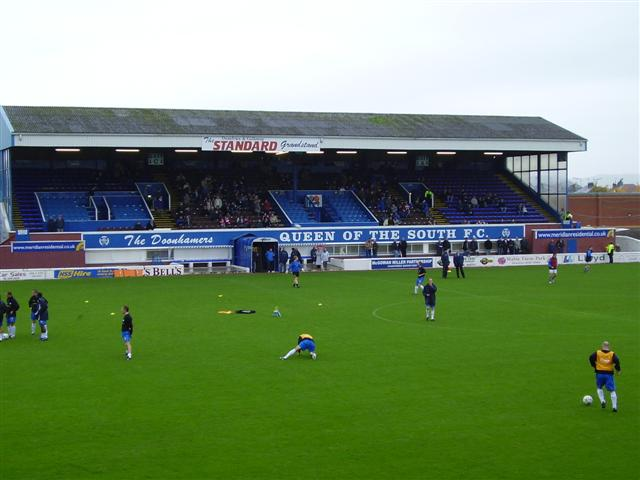
Die Haupttribüne im Palmerston Park, 2005

1967 wurde Willie Harkness Präsident von Queen of the South, bis er 1994 abtrat. Diese Jahre gingen als die Ära Harkness in die Vereinsgeschichte ein, nicht zuletzt da unter seiner Präsidentschaft der Tiefpunkt in der Vereinshistorie erreicht wurde. Durchweg verbrachte die Queen sie in den unteren Ligen Schottlands. Der absolute Tiefpunkt war ein 13. Platz 1979/80 in der dritten und zu der Zeit untersten Liga-Division Schottlands. 1985/86 konnte man wieder in die 2. Liga aufsteigen, wo man die Klasse jedoch immer mehr schlecht als recht hielt.

### Wiederaufbau und Revival
Neuer Präsident wurde Norman Blount. Unter ihm schienen sich die Dinge zum Guten zu wenden. So wurde gleich als Erstes das Stadion renoviert, indem eine neue Tribüne gebaut wurde. Die Glasgow Rangers kamen für ein Freundschaftsspiel zur Eröffnung 1995. 1994 wurde mit Andy Thomson ein wichtiger junger Spieler für die Rekordsumme von 250.000 Pfund an Southend United verkauft. Andy Thomson war 1994 der Spieler des Jahres in der Second Division und Torschützenkönig.
2003 und 2004 konnte man die Saison jeweils als Fünfter der 2. Liga abschließen, 2005 sogar mit einem 4. Platz. Dem Abstieg entgangen wurde 2006 am letzten Spieltag, als man vorher aus 12 Spielen 23 Punkte holen konnte und am letzten Spieltag mit einem 1:1 gegen Brechin City doch noch die Klasse halten konnte. Im folgenden Jahr erging es dem Verein ähnlich, ehe 2007/08 erneut ein 4. Platz heraussprang.

### Auf dem Weg zum Pokalfinale

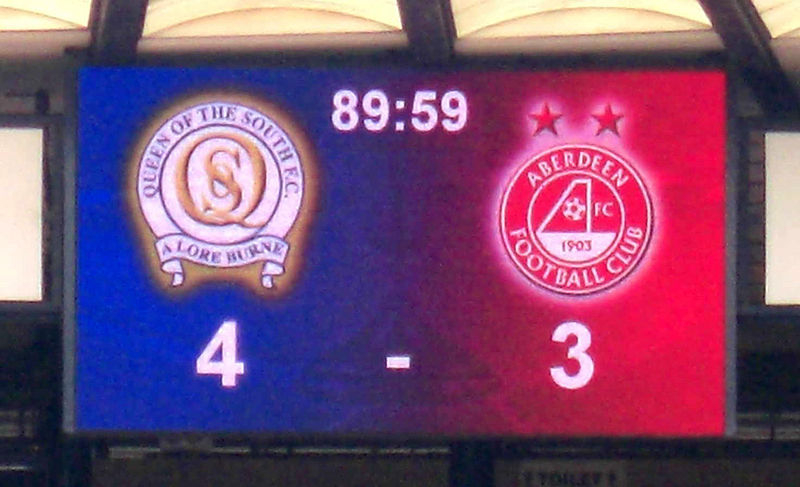
Die Anzeigetafel während des Halbfinales

Über Peterhead, Linlithgow Rose und Greenock Morton ging es bis ins Viertelfinale des Landespokals. Dort traf Queen of the South auf den Ligarivalen FC Dundee. Überraschend klar konnte dieser mit 2:0 bezwungen werden und man stand im Halbfinale, welches ein denkwürdiges Spiel in der Geschichte des schottischen Pokals werden sollte. Das Halbfinale fand am 12. April 2008 im Hampden Park auf neutralem Boden gegen den FC Aberdeen statt. Rund 10.000 Anhänger reisten nach Glasgow um das Spiel zu verfolgen. QotS ging durch Tosh in der 22. Minute in Führung, bevor Aberdeen in der 36. ausgleichen konnte. In der 41. Minute musste der Topscorer der Doonhamers, Stephen Dobbie, mit einer Verletzung vom Platz. Für ihn kam Stewart ins Spiel. Nach der Halbzeit fiel innerhalb von elf Minuten die Entscheidung. Es fielen dabei fünf Tore. Jedes Mal ging QotS in Führung und Aberdeen konnte immer postwendend ausgleichen. Doch nach dem 4:3 in der 60. Minute, durch eben jenen eingewechselten Stewart, kam Aberdeen nicht mehr zurück.
Nach 94 Minuten war das Spiel vorbei und QotS stand das erste Mal in der 89-jährigen Vereinsgeschichte im Finale des schottischen Pokals. Der Gegner war aber kein Geringerer als die Glasgow Rangers. Trotz einer 2:0-Halbzeitführung der Rangers kämpfte sich die Queen heran und schaffte den Ausgleich zum 2:2 in der 53. Spielminute. Der haushohe Favorit konnte jedoch in der 72. Spielminute erneut in Führung gehen und verteidigte diesen 3:2-Vorsprung bis zum Spielende.
| Datum      | Runde      | Spielpaarung                             | Queens-Tore                                                           | Zuschauer |
| ---------- | ---------- | ---------------------------------------- | --------------------------------------------------------------------- | --------- |
| 24.11.2007 | Drei       | Peterhead F.C. - Queen of the South 0:5  | Dobbie (27., 89.), O’Connor (44., 57.), Burns (90.)                   | 695       |
| 12.01.2008 | Vier       | Queen of the South - Linlithgow Rose 4:0 | Dobbie (16.), Thomson (22.), O’Connor (40.), McArthur (72., Eigentor) | 3.062     |
| 02.02.2008 | Fünf       | Greenock Morton - Queen of the South 0:2 | O’Connor (46.), Stewart (87.)                                         | 3.506     |
| 08.03.2008 | Sechs      | Queen of the South - FC Dundee 2:0       | Dobbie (51.), McCann (90.)                                            | 6.278     |
| 12.04.2008 | Halbfinale | Queen of the South - FC Aberdeen 4:3     | Tosh (22.), Burns (49.), O’Connor (56.), Stewart (60.)                | 24.008    |
| 24.05.2008 | Finale     | Queen of the South - Glasgow Rangers 2:3 | Tosh (50.), Thomson (53.)                                             | 48.821    |

Durch das Erreichen des Finales war QotS schon für den UEFA-Pokal qualifiziert, da die Glasgow Rangers einen Champions-League-Platz sicher hatten. Da der Palmerston Park laut UEFA nur für 3.500 Zuschauer zugelassen ist, wich man ins 10.000 Zuschauer fassende Excelsior Stadium von Airdrie United aus. In der 2. Qualifikationsrunde des UEFA-Pokals traf QotS auf den dänischen Vertreter FC Nordsjælland, unterlag aber in beiden Partien jeweils mit 1:2 und schied aus dem Wettbewerb aus.
Als Sieger der dritthöchsten Spielklasse stieg der Verein in der Saison 2012/13 in die Scottish Championship auf, die zweithöchste Liga. Durch einen jeweils vierten Platz in den Spielzeiten 2013/14 und 2014/15 qualifizierte sich QotS für die Aufstiegsspiele zur Premierleague, scheiterte aber zunächst an Falkirk (2:1/1:3 n. V.) und ein Jahr später an den Glasgow Rangers (1:1/1:2).

## Erfolge
- Scottish FA Cup: Finalist 2008
- Second Division:

Meister: 1951, 2002
Vizemeister: 1933, 1962, 1975, 1981, 1986

## Europapokalbilanz
| Saison  | Wettbewerb | Runde                  | Gegner          | Gesamt | Hin     | Rück    |
| ------- | ---------- | ---------------------- | --------------- | ------ | ------- | ------- |
| 2008/09 | UEFA-Pokal | 2. Qualifikationsrunde | FC Nordsjælland | 2:4    | 1:2 (H) | 1:2 (A) |

Gesamtbilanz: 2 Spiele, 2 Niederlagen, 2:4 Tore (Tordifferenz −2)

## Spieler und Trainer

### Trainerchronik
| - Committee Members (1919–1921) - Joe Dodds (1922–1923) - Board of Directors (1924–1927) - Alex Wright (1928–1931) - Board of Directors (1932–1934) - George McLachlan (1935–1937) - Willie Ferguson (1937–1938) - Jimmy McKinnell Senior (1938–1946) - Jimmy McKinnell Junior (1946–1961) - George Farm (1961–1964) - Board of Directors (1964–1965) - Bobby Shearer (1965–1966) - Jackie Husband (1967–1968) - Board of Directors (1968–1970) - Harold Davis (1970–1971) - Jim Easton (1971–1973) - Willie McLean (1973–1975) - Mike Jackson (1975–1978) - William Hunte (1978–1979) |  | - Billy Little (1979–1980) - George Herd (1980–1981) - Harry Hood (1981–1982) - Drew Busby (1982–1984) - Nobby Clark (1984–1986) - Mike Jackson (1986–1987) - Davie Wilson (1987–1989) - Billy McLaren (1989–1990) - Frank McGarvey (1990–1991) - Ally MacLeod (1991–1992) - Derek Frye (1992–1993) - Billy McLaren (1993–1996) - Rowan Alexander & Mark Shanks (1996–1999) - George Rowe & Ken Eadie (1999–2000) - John Connolly (2000–2004) - Ian Scott (2004–2005) - Ian McCall (2005–2007) - Gordon Chisholm (2007–2010) - Kenny Brannigan (2010–2011) |  | - Gus MacPherson (2011–2012) - Allan Johnston (P/M) (2012–2013) - Jim McIntyre (2013–2014) - James Fowler (P/M) (2014–2016) - Gavin Skelton (2016) - Gary Naysmith (2016–2019) - Allan Johnston (2019–2022) - Willie Gibson (2022) - Marvin Bartley (2023–2024) - Peter Murphy (seit 2024) |  |